# Bitwa pod Tudelą
Bitwa pod Tudelą – jedno ze starć zbrojnych w czasie hiszpańskiej wojny niepodległościowej, stoczona została 23 listopada 1808 w pobliżu miejscowości Tudela, nieopodal Saragossy. Zakończyła się zwycięstwem wojsk francusko-polskich pod dowództwem marszałka Lannesa nad siłami hiszpańskimi generała Castañosa.
19 000 żołnierzy hiszpańskich próbowało powstrzymać 30-tysięczny korpus francuski, ale zostali pobici. Straty hiszpańskie wyniosły około 4 000 zabitych, rannych i wziętych do niewoli, podczas gdy wojska Lannesa straciły jedynie 650 ludzi. Straty Castañosa byłyby znacznie większe, gdyby marszałek Ney zdążył zamknąć Hiszpanom drogi odwrotu, nie zrozumiał jednak jasnego rozkazu cesarza i działał opieszale.
W bitwie znakomicie spisywali się lansjerzy nadwiślańscy. Ich dowódca, płk Jan Konopka, otrzymał za Tudelę Krzyż Kawalerski Legii Honorowej.
Rankiem ułani Konopki zostali wysłani na rekonesans. Razem z nimi znajdował się głównodowodzący francuski. Lannes od razu spostrzegł szansę pobicia armii nieprzyjacielskiej. Natychmiast wydał rozkaz gen. Maurice'owi Mathieu, aby zaatakował prawe skrzydło Palafoxa.
Atak rozstrzygnęły 14. pułk piechoty liniowej i 2. pułk Legii Nadwiślańskiej, który dowodzony przez pułkownika Kąsinowskiego, zdobył dwie kolejne pozycje hiszpańskie i doszedł aż do mostu na rzece Ebro. W chwili, gdy walka na tym odcinku osiągnęła kulminacyjny punkt, gen. Lefebvre-Desnouettes poprowadził do szarży swoją kawalerię. Lansjerzy Konopki wpadli na baterię artylerii hiszpańskiej, w mgnieniu oka wycięli kanonierów i zdobyli działa.
Klęska Palafoxa była całkowita i pociągnęła za sobą paniczną ucieczkę wojsk gen. Castañosa. „Teraz Lannes z korpusem 6. ścigał rejterującego Castaniosa. W awangardzie biegli lansyerzy Konopki, nie dając wytchnąć pierzchającym wrogom, wywracając szarżami próby odporu czynione przez aryegardę hiszpańską”
Bitwa została uwieczniona inskrypcją na Łuku Triumfalnym w Paryżu.